# 由布院温泉
由布院温泉（ゆふいんおんせん）は、大分県由布市（旧国豊後国速見郡）にある温泉。由布岳（標高1,584m）の麓に広がる温泉地である。
温泉湧出量、源泉数ともに全国2位の豊富な湯量を誇る。1959年5月5日に湯平温泉とともに「湯布院温泉」として国民保養温泉地に指定され、2019年10月4日には、由布市内の塚原温泉・庄内温泉・挾間温泉を含めた「湯布院温泉郷」として拡充指定された。

## 概説

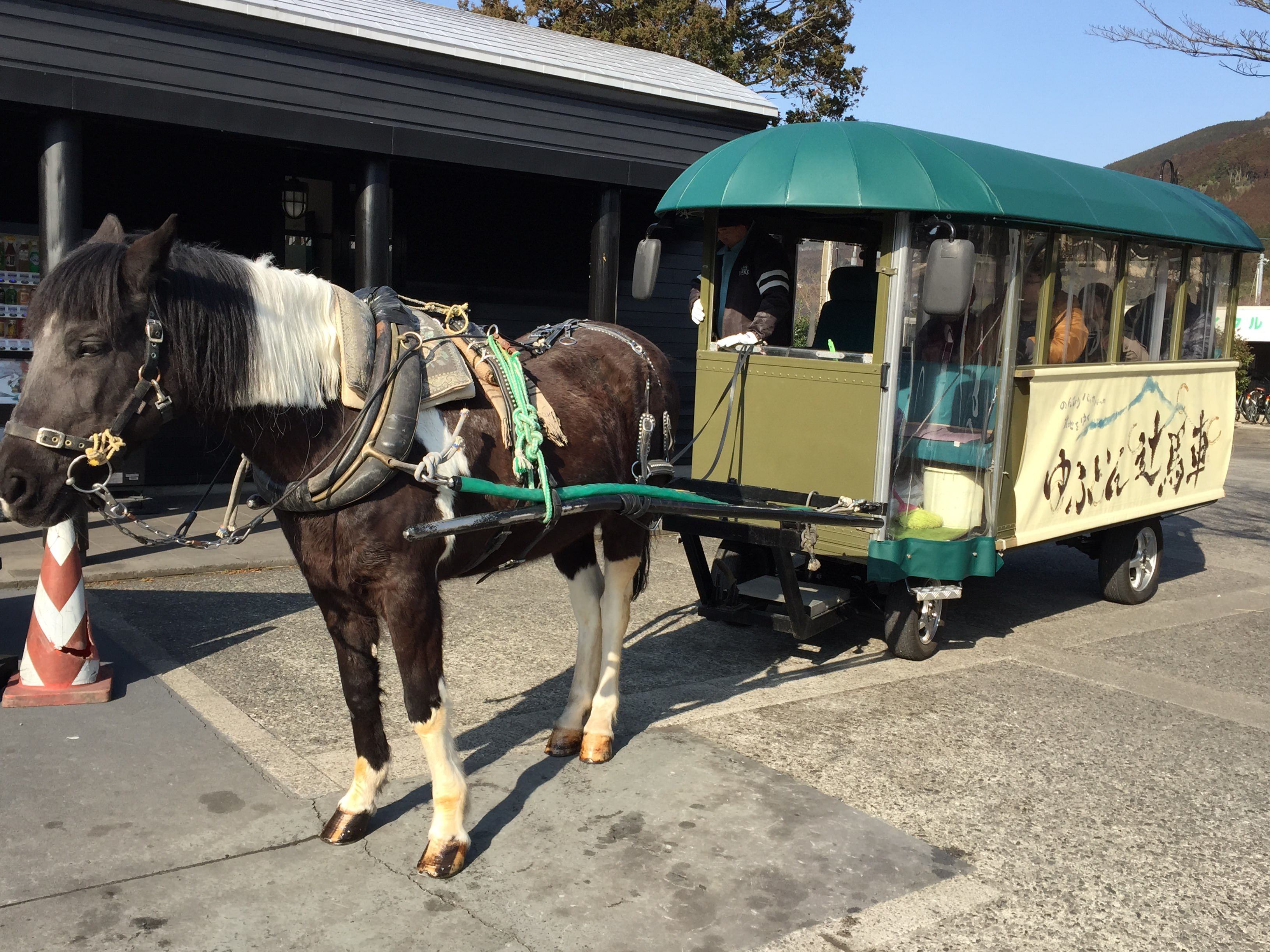
由布院駅前の観光用馬車

1925年（大正14年）、大分東線が延伸して、温泉の玄関口となる北由布駅（現在の由布院駅）が開業。この頃から避暑地として知られており、大分方面からのアクセスは向上したが、ひなびた温泉地であることには変わりなく、団体観光客向けの大型ホテルや歓楽街は整備されていなかった。しかし後に、それがプラスに転じた。
昭和40年代から町ぐるみで毎年夏に映画祭や音楽祭を開催し、歓楽色を排して女性が訪れたくなるような環境整備を続けてきた。バブル期の大型開発計画には適正な規模や景観を守るため抵抗。人気の過熱が続く現在も、温泉のあり方についての模索が続いている。

## 泉質
- 単純温泉
  - 湧出量 : 毎分38,600L

温泉湧出量は全国2位の量である。源泉の数は852本存在し、これは別府温泉に次いで全国第2位である。

## 温泉街

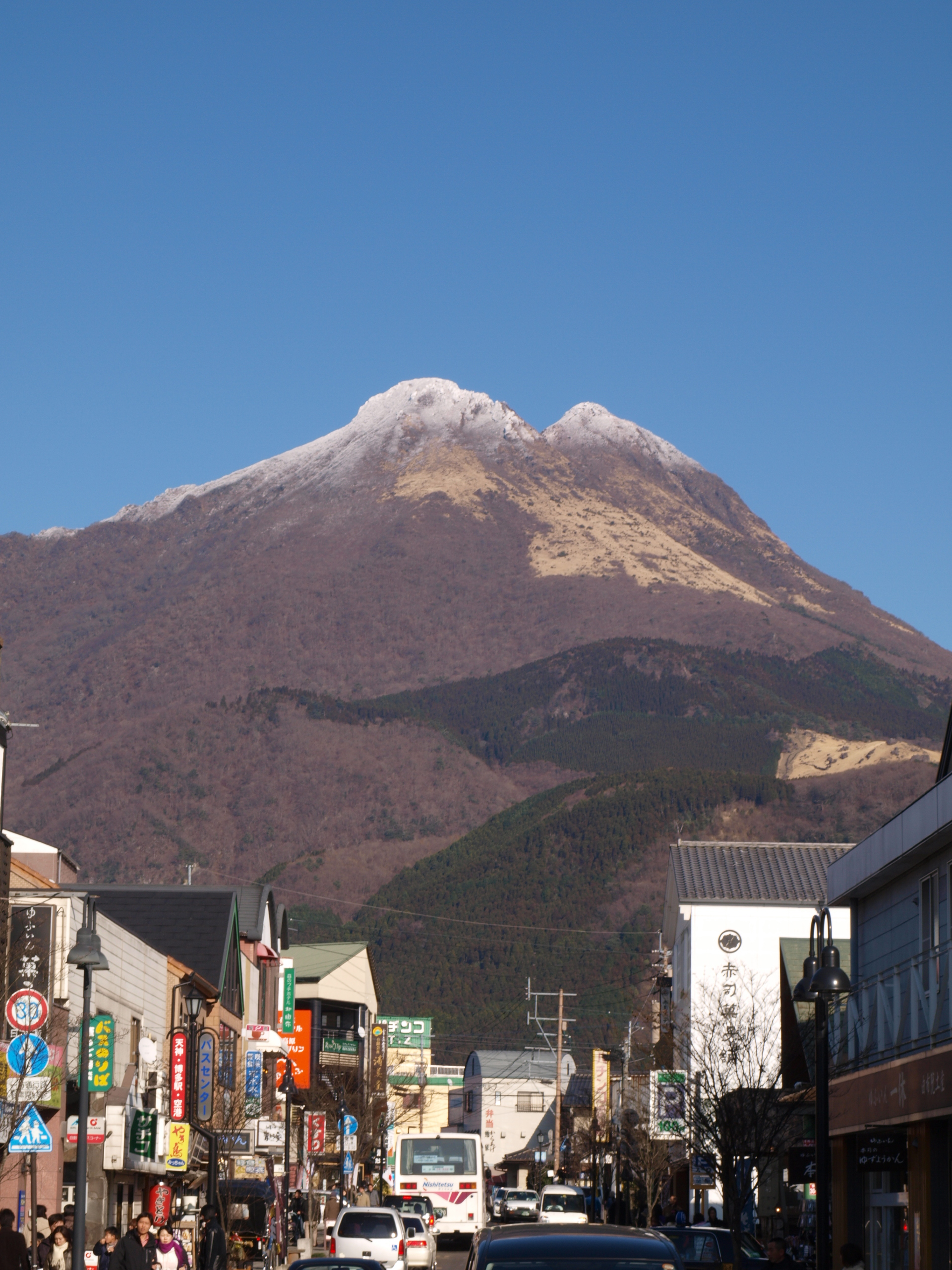
由布院駅前から望む由布見通りと由布岳

由布院駅から温泉街の方向に延びる通称「由布見通り」や、そこから金鱗湖（きんりんこ）に続く「湯の坪街道」（ゆのつぼかいどう）には、しゃれた雑貨屋やレストランが並び、周辺には各種の美術館が点在する。この付近は近年商店の出店が激しく、2006年1月現在のこの近辺の地価は、人口10万人以上の大分市・別府市に次いで、大分県内で3番目となっている。このことからも温泉街のにぎわいの様子が見て取れる。
各宿泊施設はにぎやかな町並みから外れた周辺の川端や林の間、丘の上などに点在している。湯量が豊富で広い範囲で湯が湧くため、旅館が一箇所に集積する必要が少なかったことから、一軒の敷地も比較的広く、町の造りはゆったりとしている。しかも開発規制により高層の巨大旅館・ホテルもなく、田園的な名残を残している。なお、ネオンサインの煌く歓楽街は無い。また、このようなまちづくりに深く関わってきた由布院玉の湯、亀の井別荘をはじめとして高級旅館が多い。
このような特徴から、由布院温泉は、数多くの調査で九州の温泉の第1位に選ばれている

。連休には多くの人が訪れ、湯の坪街道には人があふれる。昭和の大規模温泉街に多く見られた歓楽性を極力排しており、女性に特に人気が高い。逆に、そうした客層を目当てにした外部資本の観光・土産物業者が進出してきており、田園的な雰囲気を損ねているとの指摘がある。

### 共同湯

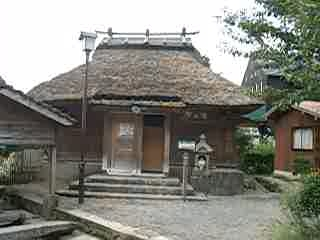
共同浴場・下ん湯

豊富な湯量のおかげで安価な値段で入浴できる共同温泉も多い。金鱗湖脇には一般客も入浴できる簡素な下ん湯（したんゆ）がある。その他に土地の人だけが利用できる共同温泉が各所にある。

### 特徴
由布岳
駅前から温泉街への方向の正面には由布岳が見え、町のランドマークとなっている。
霧
山間の盆地特有の朝霧が、独特の雰囲気をかもし出す。朝霧は、冬季で気温が低く、放射冷却の起こりやすい晴天の日の朝によく見られる。盆地のすぐ東には標高1160mの倉木山があるため、盆地に朝日が届いて霧が晴れるのは下の写真のように周辺が明るくなってからである。

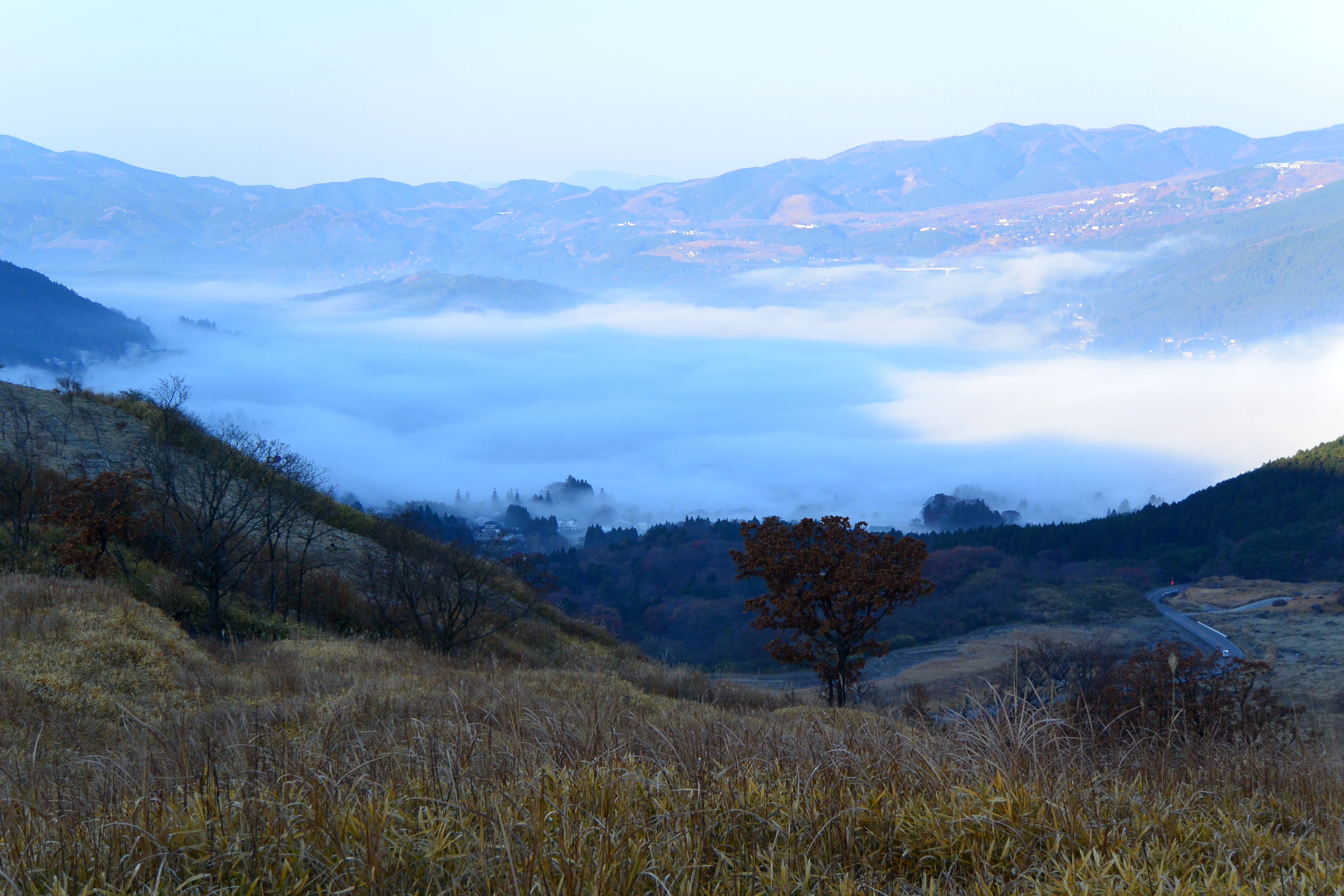
冬の朝、やまなみハイウェイの狭霧台から見下ろした湯布院盆地を覆った朝霧
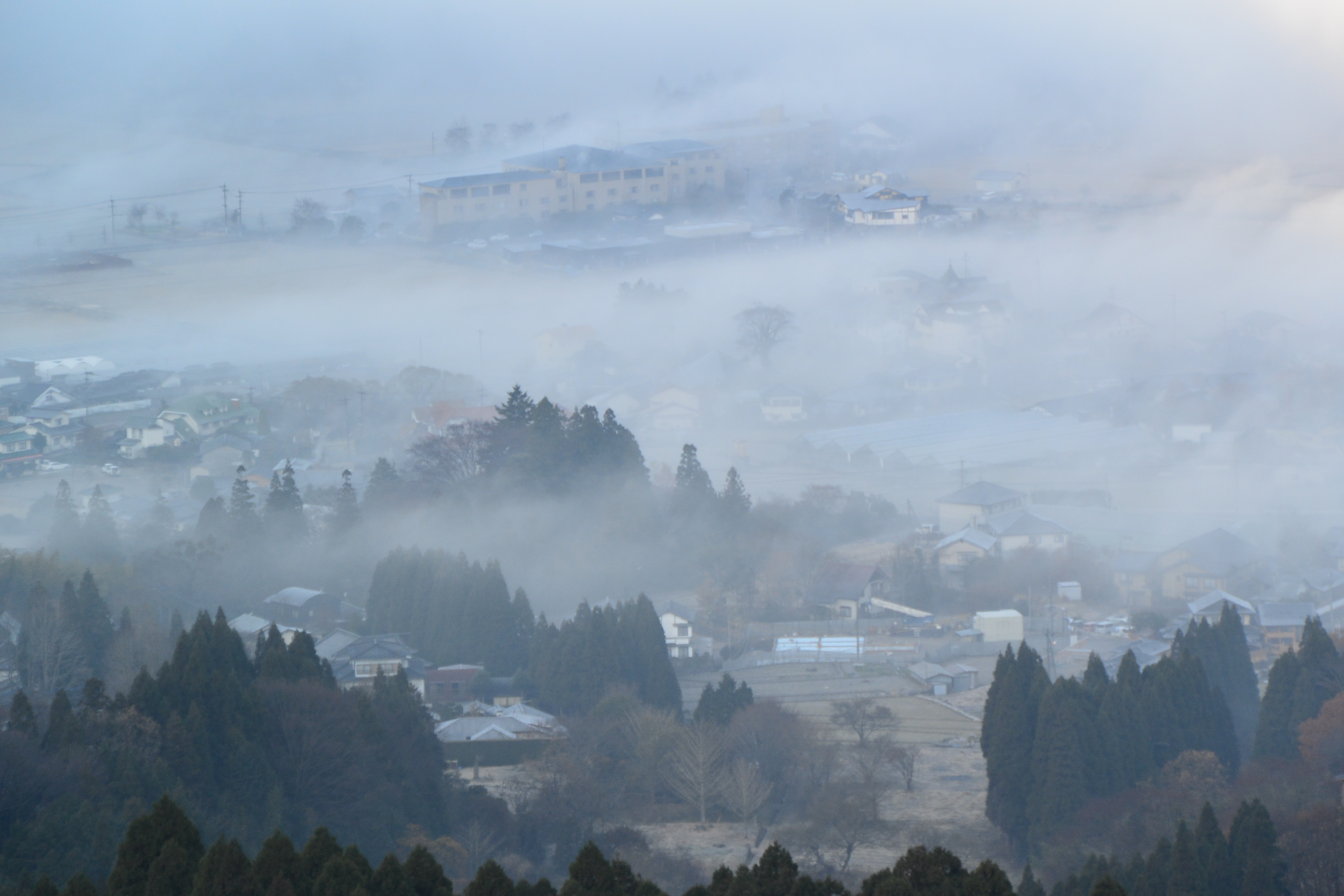
左の写真から30分経って、盆地に朝日が差し込むと霧が徐々に晴れてくる

## 歴史
古くは豊後国速見郡に点在する別府十湯の一つに数えられていたが、大正時代の行政区画の変更により塚原温泉とともに別府十湯から外れた。その結果、別府温泉は現在の別府八湯の形となった。
大正時代
由布院観光の始まりは逓信大臣・元田肇と関係を大きく築いていた南由布村郡会議員の豪商・小野金三郎による別府～由布院間の幹線道路の開通と大湯鉄道の建設により交通網の充実により湯布院温泉の礎となった。由布院の黎明期は、明治以降、主として大正期にあると言え、1925 年（大正 14 年）7 月の鉄道開業が、外とつながる由布院の黎明期を画したといえる。この鉄道は、町の西端を通過するだけの計画であったが、小野金三郎たちが馬蹄形に曲げて町の中心部まで誘致し、由布岳を正面に仰ぎ見る場所に由布院駅（開業当初の名称は北由布駅）を設置した。このカーブを金三郎の金からゴールドカーブと呼ぶ。それが今日の散策型温泉観光地としての重要な要件となっている。
由布院～別府間の道路は、山すそを縫う小道で牛馬の背でしか物資を輸送することができず、由布院の産業・観光の発展は交通の整備が最重要課題であった。こうした交通不便に対し、当時すでに別府港道路開削期成会（会長小野金三郎、それまでの県議会議員）が結成され、県の認可も得て、後は着工を待つのみであった。その後を受けて小野金三郎は土地提供し県議会議員になった佐藤松治郎は、旅館紫明館を経営しながら私財を投げうって別府港道完成のため日夜奔放し、血のにじむような努力を重ねた。道路工事は明治43年着工し難工事であったが、大正2年に完成した（工事費7万5千円）。北由布村の村人は当時、この道を「松治郎道」と呼んで尽力を称えた。また、大正4～5年、7～10年、村民の衆望を担って北由布村長も勤めた。大正13年、村人は佐藤松治郎の功績を称え、由布登山口に「佐藤松治郎君頌徳碑」を建立した。
朝鮮戦争が終わって
由布院には米軍基地（現在は自衛隊）があり、朝鮮戦争の頃は半島帰りの米兵がたくさん居り、また米兵相手の娼婦もたくさん居たという。それが戦争が終わり、あっという間に姿を消した。
その反面、国民的観光レジャーブームとなり、別府、熱海などの温泉地はお金を数える時間もないほど大繁盛したという。
ダム反対運動
この湯布院町誕生の 3 年前の 1952 年（昭和 27 年）に、大分・別府方面に電力供給するため、由布院盆地の单西側を堰き止めてダム湖にする計画が持ち上がった。当時旧由布院町の上層部や町議会ではダム建設やむなしという状況であったが、地元で旅館ゆふいん山水館を経営する小野順吉を筆頭に病院経営する岩男頴一ら青年団が中心となってダム計画反対運動が展開され、翌年その計画を中止に追い込むことができた。
湯布院町へ
昭和20年代後半、由布院町は深刻な財政危機にあった。そこで当時、多くの湯治客で賑わい、財政の豊かであった湯平村と、1955年（昭和30年）に昭和の大合併の一つとして合併し、湯布院町が誕生した。その後の湯布院町長選挙でも小野順吉が後援し岩男が広く支持を集め、1955 年（昭和 30 年）に初代町長に選ばれた。このダム反対運動の後に小野順吉案の自衛隊駐屯地誘致運動が展開され、1956 年（昭和 31 年）に由布院盆地向きの農地を提供して自衛隊駐屯地の誘致を実現し、自衛隊駐屯地や旧湯布院町の北側に広がる陸上自衛隊の日出生台演習場との共存共栄路線が打ち出された。先の反対運動のリーダーで青年団長であった医師・岩男頴一が初代町長に当選する。
岩男町長は「産業・温泉・自然の山野の三つの融合」を掲げ、健全な保養温泉地づくりへと邁進した。戦後の高度成長が始まろうとして、「観光開発」により将来の明るい夢がひらけると地方の多くの人が信じていたこの時期、温泉地の歓楽街化に反対し、由布院の自然や環境を守ろうと町をあげて取り組んだのである。
岩男は20年近く町長を務めた。
人材を得る
岩男と小野順吉が用意した舞台で育った若者が居た。
中谷健太郎と溝口薫平である。中谷は東宝撮影所で映画監督となるべく研鑽を積んでいたが、昭和37年、父親の急逝により帰郷、亀の井別荘を継ぐ。当時28歳。また、溝口は博物館に勤めていたことがあり、自然に詳しく、旅館・玉の湯の経営に当たっていた。こうした個性豊かなリーダーを得たことが、由布院の現在の姿を築く上で大いなるプラスとなった。
時期も恵まれていた。中谷帰郷の2年後の1964年（昭和39年）には東京オリンピックの開催、新幹線の開通、長崎までの九州横断道路（国際観光道路）ができた。
ゴルフ場計画に反対
二つ目の反対運動は1970年（昭和45年）に提示された大手の開発業者によるゴルフ場建設計画への反対運動である。
当時、ゴルフ場建設が計画されていたのは猪の瀬戸湿原という、別府から由布院への入り口に当たり、貫重な自然の動植物の宝庫と言われていた場所である。当初、ゴルフ場建設反対運動は自然保護運動として始められた。「由布院の自然を守る会」は 1971 年（昭和 46 年）3 月に発展的に解散し「明日の由布院を考える会」へと改組される。この改組の理由を、「明日の由布院を考える会」の主要メンバーの一人であった小野順吉は、「私たちはいまや、大きな社会の流れの中にあって自づから律するに『守る』姿勢から『創る』姿勢へ、消極的な保護策から積極的な企画へと体質を変えてゆくべきときだと思い到りました。」と述べている。観光まちづくりの志向が明白になろうとしていた。小野は、「山水館」の経営者で由布院温泉観光協会長であり、旅館「いよとみ」の富永佐喜義、「亀の井別荘」の中谷宇兵衛、「玉の湯」国府新一たちと共に、由布院温泉観光を率いていた重鎮の一人である。最終的には、県・町を巻き込むことに成功した。環境を切り開いて施設を作り、拡張していくのが普通の観光業者が環境を守る運動とは…と、マスコミにずいぶんと取り上げられたという。なお、猪の瀬戸は行政区域としては別府市に属し、当時、溝口が環境庁の自然公園指導員をしていた。1973年（昭和48年）にはサファリパーク進出計画があり、これも阻止。
暴力団の施設利用に対する反対運動
1970年（昭和45年）12月10日、湯の坪の某温泉旅館で、別府市内の暴力団関係者の出所祝いが行われたことに地域住民が反発。地元商店街約230軒がシャッターを下ろしてストライキを行った。
欧州でつかんだもの
重鎮たちが創る姿勢で築いた観光路線で作られた、1971年（昭和46年）6月、「明日の由布院を考える会」の中心メンバーだった志手、溝口、中谷の三人の青年は、欧州へ50日間に及ぶ町づくり視察研修旅行に旅立たせる。そして、西ドイツ（当時）の保養温泉地構想を学んだ。先に西ドイツを視察し、理想の保養温泉地を頭に描いていた岩男町長はじめ関係者の大きな期待がかかっていた。欧州でつかんだもの、それはその後の由布院のありかたを決定付けた。
地震の危機をばねに〜アイデアの勝利
1975年（昭和50年）4月に試練が訪れた。
地震が由布院を急襲、被害は大きく、由布院内のみならず九州横断道をはじめとした主要道路も壊滅的な打撃を受けた。「由布院は壊滅した」とのうわさが駆け巡った。
ここで「湯布院（本来は由布院と表記すべき）は健在だ」と全国にPRするため、観光協会では辻馬車の運行を決める。震災の翌月には対馬に辻馬車の馬を買い付けに行き、7月には運行開始。田園風景ともマッチし、辻馬車は大評判をとった。
手作りイベントの時代〜知識人・文化人を引き付ける
さらに、「手づくり」を合い言葉に「ゆふいん音楽祭」同年8月開始、「午喰い絶叫大会」10月開始、「湯布院映画祭」翌年8月開始と、イベントを立ち上げた。芸能人、知識人等都会の人間も巻き込みながら、「芸術の町」由布院の存在を全国的に知らしめることに役立った。今では由布院名物として全国に知られている主な催しの多くは、この時期に始まったものである。
メディア・外部の力の活用
由布院の「まちづくり」運動が実を結んだ要因として、「まちづくり」の過程そのものがメディアによく取り上げられたことも挙げられる。
観光協会・旅館組合が合同で作っている湯布院（本来は由布院と表記すべき）観光総合事務所の事務局長を公募したときも、その伝説的な選抜はマスコミで紹介された。もちろん観光地情報のみならず、「まちづくり活動」そのものも映像つきでよく紹介されている。例えば、NHKの『プロジェクトX』などがそれである。
1981年（昭和56年）11月、由布院温泉観光協会に平松大分県知事から「一村一品運動奨励賞」が贈られた。同年、湯布院町は環境庁の国民保健温泉地指定。
「リゾート」「開発」に抗して〜成長管理
1987年（昭和62年）、総合保養地域整備法（いわゆる「リゾート法」）が公布された。リゾート開発の波は由布院にも押し寄せた。農村景観を残しながら温泉保養地としての決して無理をしない由布院にとって、外部資本による用地の物色は地価の高騰を招くやっかいな問題であった。
これに対抗し、湯布院町は1990年（平成2年）9月に「潤いのあるまちづくり条例」を制定。「成長の管理」や「地域ごとの展開の重視」が明記されている。
成長管理を模索する
しかしながら、福岡・北九州都市圏からを初めとして九州一円からの日帰り客も多く、加えて九州を代表する観光地の一つとして観光ツアーの立ち寄りも非常に多い。それを見込んだ土産物店・キャラクターグッズ店をはじめとした地元外資本も多数入り込んでいる。2004年に発生した温泉偽装問題では、源泉利用許可を取っていない旅館および源泉の無断開発を行った旅館があったと報じられた。マイカーや観光バスが押し寄せ、メインストリートの「湯の坪街道」は賑わい以上のものがある。もはや、かつての田園的な由布院の姿はないとの厳しい見方もある。真にやすらぐ温泉郷とは何か、模索は続いている。
熊本地震の余波、そしてその後
2016年4月16日、熊本地震が発生。それに伴い、一部で温泉が出なくなる、浴場が被災するなど被害が発生した。地震への恐怖などの風評被害もあり、旅館ならびにホテルにキャンセルが殺到。大きな打撃を受ける。環境庁はこの状況に対し、助成金を創設し「九州ふっこう割」による支援を敢行。これにより現在は外国人観光客を中心に、客足が戻りつつある。現在では恒例である湯布院映画祭が行われるまで復興している。
しかし、支援がなくなったときの客足については現在も大きな課題として残っている。
湯布院町「湯布院温泉」から由布市「湯布院温泉郷」へ
「国民保養温泉地」による「湯布院温泉」は湯布院町の由布院・湯平の各温泉で構成されてきた。また、旧湯布院町には、湯布院温泉とともに旧別府十湯を構成していた塚原温泉があり、国内有数の酸性泉として、皮膚病に効く「薬湯」として有名である。
また、2005年に湯布院町は庄内町・挾間町とともに対等合併し、由布市となった。その庄内町や挾間町においても温泉が湧出し、それぞれ庄内温泉・挾間温泉として知られている。庄内温泉は湯あたりのよい単純泉や、飲用の炭酸泉である白水鉱泉、阿蘇野地区の飲泉文化が知られている。挾間温泉は大分市の大深度地熱温泉や別府市の北浜温泉などと同系統の、別府湾・大分平野周辺でみられるモール泉であり、アルカリ性で茶褐色の泉質は美人湯として知られている。
2012年に「国民保養温泉地」の定義が改められ、単に温泉そのものの評価だけでなく、自然環境、まちなみ、歴史、風土、文化など将来的な地域づくりにつながる観点からも保養地として適正かどうか求めらるようになった。そこで、2017年に由布市は国民保養温泉地の見直しをはじめ、塚原温泉・庄内温泉・挾間温泉を追加して市内の大部分を指定地とする国民保養温泉地「湯布院温泉郷」の計画を環境省に提出。2019年9月に「湯布院温泉郷」として拡充指定（再指定）を受けることとなった。計画等では3地域5つの温泉が連携し、温泉地間の周遊と宿泊及び滞在を目指す「滞在型・循環型保養温泉地」の実現を目標としている。由布市では拡充認定を受けて「観光基盤の整備や情報発信、人材育成を進め、質の高い保養温泉地を目指す」としている。

## アクセス

### 鉄道利用
- JR九州久大本線由布院駅から、すぐ。

### バス利用

#### 路線バス
- 亀の井バスが別府市・九重町から運行。
- 大分市中心部からは大分バス「向の原」、もしくは「大学病院」で由布市コミュニティバス（シャトルバス系統）に乗り換え。（平日のみの運行）

#### 高速バス
- サンライト号（長崎 - 大分）ノンストップ・各停。
  - 湯布院インターで下車。そこから約100m先の「道の駅ゆふいん」停留所より路線バス（ただし本数はかなり少ない）、またはタクシー、約3km。
- ゆふいん号（福岡 - 湯布院・別府）全便。
- 空港リムジン（大分空港 - 湯布院）全便。
  - 以上の便は由布院駅前バスセンター（由布院駅より約100mの位置）で下車、すぐ。
- 九州横断バスくじゅう号（熊本 - 別府）全便。
  - 以上の便は湯布院（由布院駅より約700mの位置・亀の井バス「湯布院営業所」隣接）で下車、すぐ。

### 高速道路利用
- 大分自動車道湯布院インターチェンジから、大分県道216号別府湯布院線を経由し約3km。